# 時光飛逝
| 評論得分 | 評論得分 |
| 來源     | 評分     |
| -------- | -------- |
| IZM      | [ 1 ]    |

時光飛逝是韓國女子音樂組合GFRIEND迷你三輯《Snowflake》的主打歌曲。該歌曲於2016年1月25日由SOURCE MUSIC發行，為「校園三部曲」最後一部曲，代表為「畢業」。

## 背景及發行
GFRIEND在「2015年雨中表演滑倒事件」火爆及獲得三個音樂頒獎禮新人獎後的首次回歸。2016年1月14日，在出道迷你專輯發行第365日及獲得第25屆首爾歌謠大賞新人獎當天公開回歸預告圖，繼前兩張專輯之後，GFRIEND再次以女高中生的概念發行專輯。1月19日，公開主打歌回歸預告片並正式公開回歸主打歌曲。1月21日，公開MV預告。1月25日，在首爾廣藏洞AX Korea舉辦出道後首次Showcase並正式釋出歌曲。2018年5月18日，在精選專輯《今日から私たちは～GFRIEND 1st BEST》內推出日文版本歌曲。

## 編曲、填詞及編舞
編曲及填詞繼續由「校園三部曲」前兩部曲（玻璃珠及今天開始我們）的Iggy和Youngbae擔任。歌曲是一首以
拍降A、拍速為112的舞曲。結構部份以「第1节-副歌-第2节-副歌-高潮-副歌」的格式，為韓國典型舞曲。據詞曲家Youngbae透露，編曲想法是結合偶像舞蹈和古典音樂，該歌曲為個人最滿意歌曲之一。電吉他部分由YOUNG彈奏，該部分為「校園三部曲」的音樂特徵之一，讓人聯想到日本動漫的主題曲。歌詞以全韓文填詞而聞名，結合了堅強的GFRIEND形象及韓國女學生感性的一面，描寫少女們渴望時間可以走快些，快速成為大人的故事，甚至被收錄在韓國教科書內。舞蹈編舞部分由「校園三部曲」前兩作的編舞師朴俊熙（박준희）負責。舞蹈核心是透過舞蹈動作表達歌詞的意思，如沒能表白自己喜欢情感的《單戀舞》、奔跑長高的動作表達歌詞「時間流逝，到我們都長大那一秒」的《時光機舞》等。

## 評價
該歌曲整體評價正面。《IZM》編輯鄭珉載(정민재)表示該歌曲各要素均衡，有着流暢的主歌和連接段、強而有力的「賣點」位、優雅的旋律和緩急節奏的控制將澎湃氣氛極大化。《告示牌》表示激動人心的小提琴旋律及慷慨激昂的人聲進一步豐富了該歌曲，GFRIEND亦憑藉該歌曲鞏固了頂級新女團的地位。《Dazed》表示史诗结局應有的歌曲。QQ音樂評審團木遙遙表示讓人聯想到青春、斗志；而李嫑嫑認為缺少多元的競爭力。

## 音樂錄影帶
音樂錄影帶繼續由洪元基(홍원기)執導，由Zanybros製作，拍攝於北村的中央高等學校、盤浦大橋北段、漢江鐵橋北段、西冰庫站等。MV內可以看到少女成長的故事、成員對未來夢想的興奮及充滿力量的編舞，讓人聯想到電影動畫《跳躍吧！時空少女》。服裝方面繼續為校園風，與前兩作服裝相比，服飾個人風格更加明顯及更複雜。在成績方面，MV釋出3天後播放量達到200萬，登上1月份韓國最高觀看次數新MV第2位、1月美國觀看次數最高的韓國流行音樂影片第6位、中國大陸音悅TaiV榜第2位。

## 宣傳與現場表演
GFRIEND在歌曲時光飛逝發行後多次進行表演。2016年1月25日，她們在AX Korea的Showcase上首次表演。1月26日，她們登上音樂節目《The Show》開始為期7週宣傳活動，隨後亦登上音樂節目《Show Champion》、《M! Countdown》、《Music Bank》、《Show! 音樂中心》、《人氣歌謠》上打歌；電台節目《tei的夢想電台》、《金信英正午的希望曲》等上演唱歌曲及綜藝節目《一週的偶像》、《不巧的名曲》上表演兩倍速舞蹈而聞名。
除宣傳期間外，GFRIEND亦多次在大型活動及頒獎典禮上表演，如《M Countdown in China》、《SBS歌謠大戰》、《KBS歌謠大祝祭》、《MBC歌謠大祭典》、《第26屆首爾歌謠大賞》、《第28屆韓國PD大賞》、《2016年甜瓜音樂獎》、《第31屆金唱片獎》、《2016年Mnet亞洲音樂大獎》、《第6屆Geon Chart Music Awards》等。

## 迴響及榜單表現
該歌曲公佈後，在韓國反應熱烈。韓國音源榜上，音源發佈後連續三日登上音樂平台Bugs、Monkey3、Soribada實時榜第1位。在音源公佈後第13日（2月7日），登上8個音樂平台音源榜單實時榜、日榜及週榜1位，達成「PAK」成就，總時長66小時，繼BIGBANG、2NE1、miss A、SISTAR後韓國樂壇史上第五組達成PAK的成就。同時，該歌曲登上MelOn、Bugs、Genie年榜第2位。同時，該歌曲被選為2000至2020年間Bugs20首最受歡迎歌曲之一、2010年至2019年MelOn百大熱門歌曲榜第67位。
韓國榜單上，首週登上Gaon數位榜週榜第2位、下載週榜第2位及串流週榜第3位。第二週登上Gaon串流週榜第1位。第三週登上Gaon數位週榜及下載週榜第1位。在月榜中，登上Gaon一月份數位榜14位、下載榜第6位、串流榜第39位。在2月份，數位榜、串流榜上升至第1位及下載榜第2位。在年榜上，登上數位榜及串流榜第3位，下載榜第1位。
在韓國音樂節目上，該歌曲在音樂節目《M Countdown》、《The Show》、《音乐银行》、《Show Champion》和《人气歌谣》上拿下共十五個冠軍，僅次於Apink歌曲Luv的17次，位列韓國樂壇第二位。該歌曲亦為GFRIEND出道首個冠軍的歌曲。
在中國大陸，女團AOS音樂錄影帶With You內服裝借鑑該歌曲。在美國及英國，《告示牌》及《Dazed》上將該歌曲被評選為2016年20大最佳K-Pop歌曲榜。
| 節目          | 日期    | 來源    |
| ------------- | ------- | ------- |
| The Show      | 2月2日  | [ 87 ]  |
| The Show      | 2月16日 | [ 91 ]  |
| Show Champion | 2月3日  | [ 92 ]  |
| Show Champion | 2月17日 | [ 93 ]  |
| Show Champion | 2月24日 | [ 94 ]  |
| M Countdown   | 2月4日  | [ 95 ]  |
| M Countdown   | 2月11日 | [ 96 ]  |
| M Countdown   | 2月18日 | [ 97 ]  |
| 音乐银行      | 2月5日  | [ 98 ]  |
| 音乐银行      | 2月12日 | [ 99 ]  |
| 音乐银行      | 2月19日 | [ 100 ] |
| 音乐银行      | 2月26日 | [ 101 ] |
| 人气歌谣      | 2月7日  | [ 102 ] |
| 人气歌谣      | 2月21日 | [ 103 ] |
| 人气歌谣      | 2月28日 | [ 104 ] |

| 出版商      | 獲獎                              | 排名 | 來源    |
| ----------- | --------------------------------- | ---- | ------- |
| Billboard   | 2016年20大最佳最佳K-Pop歌曲       | 13   | [ 90 ]  |
| SBS PopAsia | 2016年K-Pop歌曲六強               | 1    | [ 105 ] |
| Melon       | 2010年至2019年MelOn百大熱門歌曲榜 | 67   | [ 70 ]  |

## 節目使用
該歌曲被多位藝人翻唱及翻跳。在翻唱上，李仙姬在綜藝節目《Fantastic Duo》網上先行版上以強勁有力的嗓音重新演唱Rough，當日在Naver TV播出後立即登上實時視頻排行榜第一名，影片播放量接近40萬次；Gummy在節目《神的聲音》以R&B的風格重新演唱。
在翻跳上，該歌曲多用於選秀類或比賽類節目上。在節目《少年24》中UNIT BLUE融合韓國傳統音樂風格重新演出，最終以263票獲得觀眾的肯定。在節目《偶像學校》中，該歌曲作為第3次能力考試評價的歌曲之一。在節目《The First Judgement》中，CSR演出搖滾版本獲得「準備出道」的認可。在節目《Queendom 2》上，VIVIZ結合了歌曲夜全新演繹。

## 排行榜和銷量認證
| 周榜單（2016年）   | 排名 |
| ------------------ | ---- |
| 南韓（Gaon數位榜） | 1    |
| 南韓（Gaon串流榜） | 1    |
| 南韓（Gaon下載榜） | 1    |

| 月榜單（2016年）   | 排名 |
| ------------------ | ---- |
| 南韓（Gaon數位榜） | 1    |
| 南韓（Gaon串流榜） | 1    |
| 南韓（Gaon下載榜） | 2    |

| 年榜單（2016年）   | 排名 |
| ------------------ | ---- |
| 南韓（Gaon數位榜） | 3    |
| 南韓（Gaon串流榜） | 3    |
| 南韓（Gaon下載榜） | 1    |

銷量認證
| 國家或地區               | 認證   | 認證單位/銷量 |
| 下載                     | 下載   | 下載          |
| ------------------------ | ------ | ------------- |
| 南韓（韓國音樂內容協會） | 不適用 | 2,500,000     |
| 串流                     |        |               |
| 南韓（韓國音樂內容協會） | 不適用 | 125,291,174   |

## 獲獎與提名

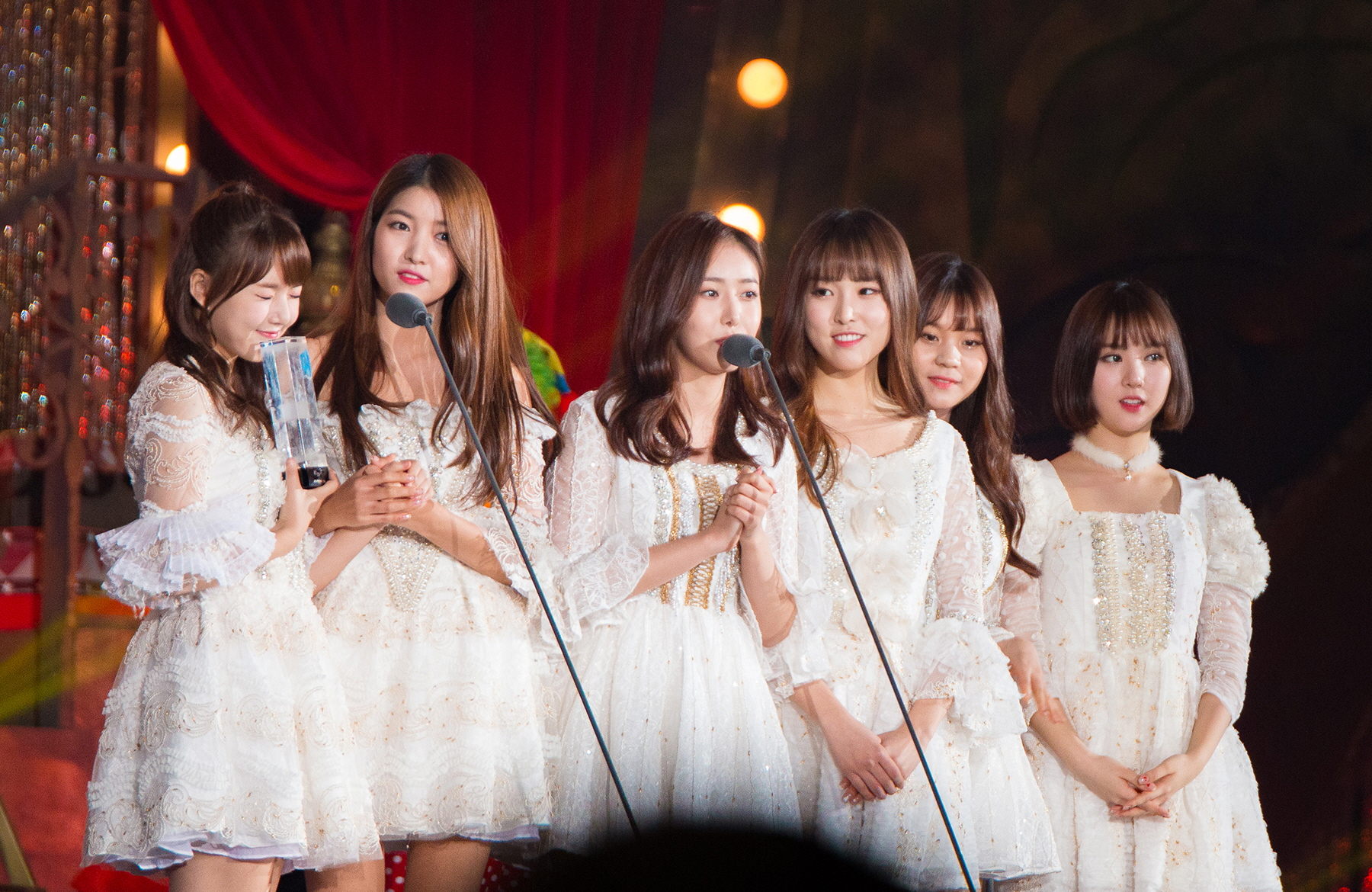
2016年甜瓜音樂獎

| 年份 | 頒獎機構                 | 類別                       | 結果 | 來源    |
| ---- | ------------------------ | -------------------------- | ---- | ------- |
| 2016 | 2016年Mnet亚洲音乐大奖   | 最佳女子團體舞蹈獎         | 獲獎 | [ 114 ] |
| 2016 | 甜瓜音樂獎               | 最佳女子團體舞蹈獎         | 獲獎 | [ 115 ] |
| 2016 | 甜瓜音樂獎               | 年度歌曲                   | 提名 | [ 115 ] |
| 2016 | Gaon Chart Music Awards  | 音源部門年度歌手獎（1月）  | 獲獎 | [ 116 ] |
| 2016 | 金唱片獎                 | 音源部門－本賞             | 獲獎 | [ 117 ] |
| 2016 | 金唱片獎                 | 音源部門－大賞             | 提名 | [ 118 ] |
| 2017 | SBS MTV Best of the Best | Best of Best View          | 獲獎 | [ 119 ] |
| 2020 | Bugs Music Awards        | 20週年紀念獎－最受歡迎音樂 | 獲獎 | [ 120 ] |